# Museo diocesano (Tortona)
Il Museo Diocesano di Tortona (Alessandria), allestito nell'edificio che ospitava il Seminario Arcivescovile, fu aperto temporaneamente al pubblico nel 2004 in occasione della mostra Tesori nascosti d'arte e di fede nel territorio della Diocesi di Tortona, dal 2014 è invece regolarmente aperto al pubblico. Si viene ad aggiungere all'archivio ed alla biblioteca diocesani, completando così la costituzione del Polo Culturale Diocesano di Tortona.
Il percorso museale si snoda su tre livelli, attraverso un itinerario tematico e cronologico che vede protagoniste opere conservate nel Palazzo vescovile e nei depositi del Seminario. Alcune opere che necessitavano di tutela immediata hanno trovato nel Museo una sistemazione sicura, in alcuni casi temporanea. Un gruppo di opere, infine, fa parte delle collezioni civiche. Confluite in tempi differenti nei depositi comunali provenienti da enti ecclesiastici soppressi, non sono mai state esposte e ora trovano una loro adeguata collocazione in virtù di una convenzione sottoscritta tra la Diocesi e l’Amministrazione Comunale Tortonese.
Il Museo tiene conto nel progetto espositivo delle diverse identità geografiche che compongono la Diocesi: Novese, Oltregiogo, Pavese e Oltrepò, Tortonese.
Le sale espositive del piano terreno, come nuclei autonomi, raccontano due significativi aspetti della storia della Diocesi con opere salvate dal rischio della dispersione fra gli anni Settanta e Ottanta del XX secolo. Nella prima è stata creata la sala dei beni librari, dove hanno trovato collocazione alcuni volumi della Biblioteca Diocesana, nonché alcune pergamene recentemente restaurate e parti del preziosissimo Codex Purpureus Sarzanensis, risalente all’inizio del VI secolo. Attraverso un lettore multimediale touchscreen è inoltre possibile visionare tutte le pagine superstite di detto Codex, riprodotte ad altissima definizione. Nel secondo spazio si possono ammirare alcuni arredi provenienti dalla ex basilica minore di N.S. di Loreto, divenuta ora, dopo un salvifico intervento di restauro, sede della chiesa ortodossa romena, che annovera in città un folto numero di fedeli.
Il Museo d’Arte Sacra fa parte del progetto "Città e Cattedrali”, che coinvolge diverse Diocesi e ha come obiettivo la valorizzazione del patrimonio storico e artistico dei luoghi di culto del Piemonte e Valle d’Aosta.
Per informazioni ed orari di apertura è possibile contattare l'Ufficio Beni Culturali Diocesano al n. 0131.816609 o seguire i social del Museo.

## Opere
Tra le opere più importanti della collezione permanente:
- l'evangelario purpureo di Sarezzano (V – VI secolo);
- il Trittico di Lucedio con Madonna con Gesù Bambino in trono, angeli, san Bernardo di Chiaravalle, Annibale Paleologo, san Giovanni Battista, (1499), tempera su tavola, di Macrino d'Alba;
- Il Martirio di San Marziano di Giovan Battista Tassinari, del 1606, che mostra la decapitazione del patrono della città. Sullo sfondo si vede un panorama dell'antica città di Tortona, sul colle Savio;
- San Nicola da Tolentino (1783), olio su tela, di G. David;
- La Madonna con il Bambino e San Bernardo di Felice Giani.

Inoltre, sono conservati alcuni dipinti del XVII – XVIII secolo ed arredi sacri della Diocesi, in particolare una bella serie di calici.